# سوینی (منطقه تابور)
سوینی (به چکی: Sviny) یک منطقهٔ مسکونی در جمهوری چک است که در منطقه تابور واقع شده‌است. سوینی ۱۱٫۲۳ کیلومتر مربع مساحت و ۳۱۷ نفر جمعیت دارد و ۴۱۹ متر بالاتر از سطح دریا واقع شده‌است.